# RC Roubaix
Der Racing Club Roubaix oder kurz RCR war ein traditionsreicher französischer Fußballverein aus Roubaix, einer Stadt im Département Nord, unmittelbar an der Grenze zu Belgien gelegen. Die französischen Städte Roubaix, Tourcoing, Lille, Wasquehal und andere bilden zusammen mit den belgischen Städten Courtrai/Kortrijk und Mouscron/Moeskroen eine zusammenhängend bebaute Agglomeration, ähnlich dem Ruhrgebiet.
Gegründet wurde der RCR 1895; diesen Namen behielt der Klub bis zu seiner Auflösung infolge einer Fusion (1945 – siehe unten "Das Ende des RCR") bei und nahm ihn bei seiner kurzzeitigen Neugründung (1963–1964) wieder an.
Die Vereinsfarben des Racing Club Roubaix waren Hellblau und Schwarz; die Ligamannschaft spielte im Innenraum der Radrennbahn im Parc des Sports, die Radsportfreunden als Ziel des Eintagesklassikers Paris–Roubaix bekannt ist.

## Geschichte

### Vor dem Ersten Weltkrieg: Frankreichs erfolgreichster Verein
Roubaix trat nach seiner Gründung dem bis dahin einzigen Fußballverband, der Union des sociétés françaises de sports athlétiques (USFSA), bei, der ab 1898 einen Championnat de France genannten Landesmeisterwettbewerb durchführte. Diesen Wettbewerb dominierten die Fußballer aus dem Textil- und Kohlerevier bis 1910 trotz harter Konkurrenz in der eigenen Region, am Ärmelkanal und in Paris auf beeindruckende Weise: 1898 reichte es "nur" zum Vizemeister Nordfrankreichs (hinter dem Iris Club Lillois), aber in den zehn Jahren von 1900 bis 1909 wurde der RC Roubaix neunmal Meister der Nord-Liga, erreichte siebenmal das Endspiel um den Championnat de France und holte fünfmal (1902–1904, 1906 und 1908) diesen Titel. Diese Leistung wird auch nicht dadurch entwertet, dass es ab 1905 konkurrierende Verbände gab, die ihre eigene Meisterschaft ausspielten – die USFSA blieb der mitgliederstärkste Verband, dem auch die meisten anderen Traditionsvereine Frankreichs (z. B. Standard AC, Racing Club de France und Club Français aus Paris, der Le Havre AC, FC Sète, Stade Helvétique Marseille, Olympique Lille und US Tourcoing) angehörten.

### Zwischen den Kriegen: Pokalschreck
Nach Gründung des einheitlichen Fußballverbandes FFF (1919) und Einführung eines landesweiten, professionellen Ligabetriebes (1932) konnte der RC nie mehr an die „Goldene Epoche“ anknüpfen: erst 1936 stieg er in die 1. Division auf und blieb darin auch nur drei Jahre. Dafür war mitverantwortlich, dass mit dem Excelsior AC Roubaix ein neuer Konkurrent in derselben Stadt erstanden war, der ab 1932 bis in die 1940er Jahre durchgehend erstklassig spielte. Im Pokal allerdings trumpfte Racing wiederholt auf: 1923 erreichte er erstmals das Viertelfinale der Coupe de France, und einige Jahre später gelangte der Zweitligist gleich zweimal überraschend in das Pokalfinale, das dann allerdings beide Male der Gegner gewann: 1932 die AS Cannes, 1933 der Lokalrivale Excelsior AC. Man sagt, dass damals „halb Roubaix“ nach Paris gefahren sei… 1934 erreichte der von Ferenc Plattkó trainierte RC noch einmal das Pokalhalbfinale, scheiterte dort aber an Olympique Marseille.

### Das Ende des RCR: die Gründung des Großvereins CORT
Unmittelbar nach der Befreiung und unter den schwierigen Bedingungen des notwendigen Wiederaufbaues (Roubaix lag während des Zweiten Weltkriegs im von Deutschland besetzten Teil Frankreichs) beschlossen die Verantwortlichen mehrerer Vereine aus der Doppelstadt Roubaix-Tourcoing, die fußballerischen Kräfte zu bündeln: der RC Roubaix fusionierte 1945 mit seinem alten Rivalen Excelsior AC Roubaix, der US Tourcoing (die 1910 auch schon einmal USFSA-Landesmeister gewesen war) und der US Roubaix zum Club Olympique Roubaix-Tourcoing (kurz CORT); 1970 wurde dieser Zusammenschluss wieder aufgelöst.
Zwar wurde der Racing Club unter seinem historischen Namen 1963 wiedergegründet; 1964 verschwand er aber endgültig von der fußballerischen Landkarte, als der RC mit Stade Roubaisien fusionierte und sich Racing Stade Roubaisien nannte. Im Jahre 1990 schloss sich diese Fusion dem ebenfalls wiedergegründeten Lokalrivalen der 1930er Jahre, dem Excelsior AC Roubaix, an und firmierte unter SC Olympique de Roubaix. Heute existiert auch dieser „Nachfolger des Nachfolgers“ des RC Roubaix nicht mehr.

## Ligazugehörigkeit und Erfolge
Nach Einführung des Profifußballs spielte der RC Roubaix von 1936 bis 1939 erstklassig (Division 1, seit 2002 in Ligue 1 umbenannt).
- Französischer Meister: Fehlanzeige, beste Platzierung war Tabellenrang 8 (1937/38)
- Landesmeister des Championnat de France der USFSA: 1902, 1903, 1904, 1906, 1908
- Französischer Pokalsieger: Fehlanzeige (aber Finalist 1932 und 1933)

## Französische Nationalspieler
Die Zahl der Länderspiele für den Verein und der Zeitraum dieser internationalen Einsätze sind in Klammern angegeben
- Jules Cottenier (4, 1932–1934)
- Edmond Delfour (4, 1937–1938, u. a. bei der WM 1938) vorher 37 weitere Länderspiele für zwei andere Vereine
- Jean Dubly (1, 1908)
- Raymond Dubly (31, 1913–1925, erzielte dabei vier Tore)
- Émile Dusart (1, 1914)
- André François (6, 1906–1908, erzielte dabei drei Tore)
- Michel Frutuoso (1, 1937)
- Gérard Isbecque (4, 1923–1924, erzielte dabei ein Tor)
- Albert Jenicot (3, 1908)
- Edmond Leveugle (1, 1926, erzielte dabei ein Tor)
- André Renaux (1, 1908, der unglückliche Torhüter beim 0:12 gegen England)
- Charles Renaux (1, 1908)
- Émile Sartorius (5, 1906–1908, erzielte dabei zwei Tore)
- Marcel Vanco (1, 1923) vorher sieben weitere Länderspiele für einen anderen Verein
- Maurice Vandendriessche (2, 1908)
- Georges Verriest (14, 1933–1936)
- Raymond Wattine (1, 1923)